# Gérard Jugnot
Gérard Jugnot, född 4 maj 1951 i Paris, Frankrike,  är en fransk skådespelare, filmregissör och manusförfattare. På 1970-talet var han en av medlemmarna i "Café-théâtre"-gruppen Le Splendid som sedan också gjorde många filmer, bland dem den franska kultfilmen om semesterfirare, Les bronzés 1978. Jugnot känns främst igen för sin medverkan i komedifilmer. Internationellt är en av hans kändaste roller huvudrollen i Gosskören 2004.

## Filmografi, urval
- 1976 – Le Jouet
- 1976 – Hyresgästen
- 1976 – Mr. Klein
- 1977 – Herbie i Monte Carlo
- 1978 – Les bronzés
- 1979 – Les bronzés font du ski
- 1980 – Le Coup du parapluie
- 1982 – Le père Noël est une ordure
- 1983 – Papy fait de la résistance
- 1987 – Tandem
- 1991 – Fattiga riddare
- 2004 – Gosskören
- 2008 – Paris 36
- 2018 – Fakiren som fastnade i ett skåp